# Rimaconus jamaicensis
Rimaconus jamaicensis är en svampart som först beskrevs av Seaver, och fick sitt nu gällande namn av Huhndorf, F.A. Fernández, Joanne E. Taylor & K.D. Hyde 2001. Rimaconus jamaicensis ingår i släktet Rimaconus, klassen Sordariomycetes, divisionen sporsäcksvampar och riket svampar.   Inga underarter finns listade i Catalogue of Life.